# Euagathis crenata
Euagathis crenata är en stekelart som beskrevs av Bhat och Gupta 1977. Euagathis crenata ingår i släktet Euagathis och familjen bracksteklar. Inga underarter finns listade i Catalogue of Life.